# Брацовці
Брацовце (словац. Bracovce) — село, громада в окрузі Михайлівці, Кошицький край, Словаччина. Село розташоване на висоті 105 м над рівнем моря. Населення — 950 осіб.

## Історія
Перша згадка 1227-го року.

## Населення
| Рік:            | 1994. | 2004.   | 2014.   | 2024.   |
| --------------- | ----- | ------- | ------- | ------- |
| Кількість осіб: | 959   | 942     | 935     | 968     |
| Різниця:        |       | -1,77 % | -0,74 % | +3,52 % |

| Рік:            | 2023. | 2024.   |
| --------------- | ----- | ------- |
| Кількість осіб: | 965   | 968     |
| Різниця:        |       | +0,31 % |